# Xã Middlebury, Quận Knox, Ohio
Xã Middlebury (tiếng Anh: Middlebury Township) là một xã thuộc quận Knox, tiểu bang Ohio, Hoa Kỳ. Năm 2010, dân số của xã này là 1.278 người.